# Парілії
Парілії (лат. Parilia) — свято у Стародавньому Римі, що відзначалося 21 квітня на честь богині Палес. У цей день складали жертви з пирогів, молока, меду та іншої селянської їжі. Під час свята «очищали» стайні та стійла символічним кропленням сіркою й різними травами, переганяли худобу через підпалену солому чи сіно, що мало відганяти хвороби від людей і тварин. Урочистості закінчувалися на свіжому повітрі.
Одним з місць культу богині Палес був Палатинський пагорб. Palatium, як загальне поняття, означає пасовище, а потім місце, освячене культом богині Палес. Тому римський Палаціум вважав богиню Палес своєю покровителькою. У цей день не можна було приносити кривавих жертв, замість цього палили приготовлену весталками суміш з крові жовтневого коня (якого заколювали на честь Марса в жовтневі іди), з попелу спаленого в день Форділіцій ще не народженого теляти та бобової соломи. Цій суміші приписували очисну дію. У жертву Палес приносили випечені з проса пиріжки, кошик проса, як улюбленого богинею злаку, і молочні страви, при цьому вимовляли молитву про дарування благословення на худобу стійла і будинок, про прощення гріхів, про позбавлення від мору і хвороб, про достаток трави, корми і чистої води і т. д. Молитву пастух повинен був вимовити чотири рази, звернувшись до Палес, потім випити суміші з молока і свіжого мусту, і нарешті, перестрибнути через купу запаленої соломи. 
У Римі свято богині проходило урочистіше, тому що в цей день також святкували його день заснування.